# St. Laurentius (Jungholzhausen)

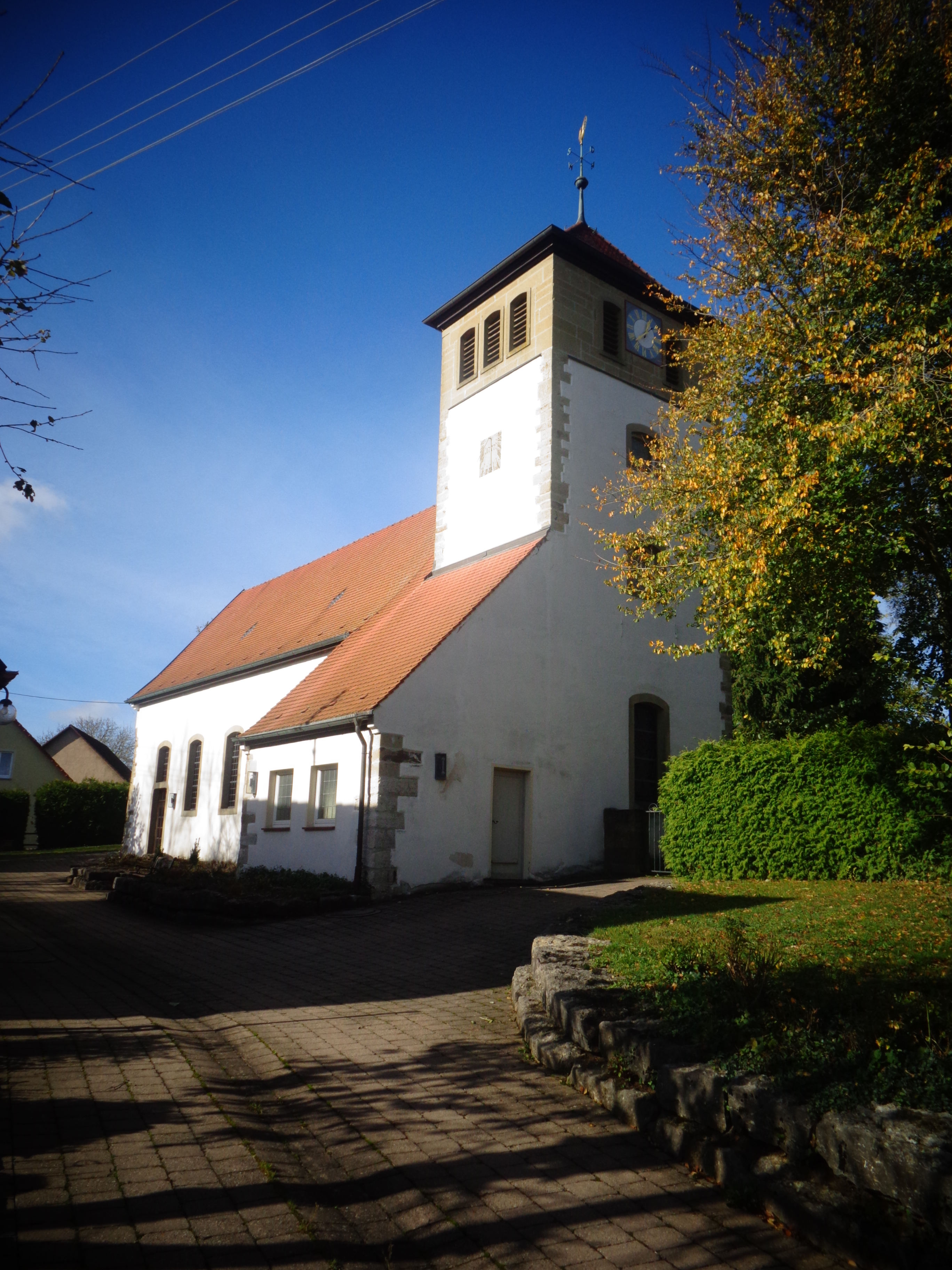
St. Laurentius in Jungholzhausen

Die evangelische Filialkirche St. Laurentius steht in Jungholzhausen, einem Ortsteil der Gemeinde Braunsbach im Landkreis Schwäbisch Hall in Baden-Württemberg. Das Bauwerk ist beim Landesamt für Denkmalpflege Baden-Württemberg als Baudenkmal eingetragen. Die Kirchengemeinde gehört zum Kirchenbezirk Schwäbisch Hall der Evangelischen Landeskirche in Württemberg.

## Beschreibung
Die Saalkirche wurde gemäß Inschrift über dem Chorbogen um 1212 erbaut. Sie besteht aus einem Chorturm, an den 1777 das Langhaus nach Westen angebaut wurde. Die Sakristei ist an der Südwand des querrechteckigen Chorturms angebaut. Der Turm wurde 1856 mit einem die Turmuhr und den Glockenstuhl für zwei Kirchenglocken beherbergenden Geschoss aufgestockt und mit einem Zeltdach bedeckt. 
Im Innenraum des Langhauses wurden im Westen und im Norden Emporen eingebaut. Zur Kirchenausstattung gehört ein Altar, der unterhalb der Orgel steht, mit einem Altarkreuz von 1717.